# تور إيجيل يوهانسن
تور إيجيل يوهانسن (بالنرويجية: Tor Egil Johansen)‏ (و. 1950  م) هو لاعب كرة قدم نرويجي، ولد في أوسلو، مركز لعبه هو لاعب وسط.

## روابط خارجية
- تور إيجيل يوهانسن على موقع اتحاد النرويج (النرويجية)
- تور إيجيل يوهانسن على موقع قاعدة بيانات كرة القدم.إي يو (الإنجليزية)
- تور إيجيل يوهانسن على موقع ناشيونال فوتبول تيمز (الإنجليزية)